# 福岡市立花畑中学校
福岡市立花畑中学校（ふくおかしりつはなはたちゅうがっこう）は、福岡県福岡市南区桧原2丁目に位置する公立中学校。

## 概要
「豊かな心を持つ、人間を尊重し、強調していく・たくましい身体と強い意志を持つ生徒の育成」を教育目標とし、「理想・知徳・郷土愛」を校訓としている。
福岡自動車運転免許試験場に隣接し、西鉄天神大牟田線の高宮駅が最寄駅となる。
福岡市立柏原中学校と福岡市立老司中学校は花畑中学校より独立した。
2008年7月9日よりチャイムに校歌を使用している。

## 沿革
- 1955年 - 福岡市立三宅中学校花畑分校として開校
- 1961年 - 本校の分校をして福岡市立屋形原特別支援学校が開校
- 1982年 - 福岡市立老司中学校へ一部分離
- 1983年 - 福岡市立柏原中学校へ一部分離
- 1999年 - 講堂兼体育館完工
- 2004年 - 創立50周年記念式典

## 学区
- 東花畑小学校区（南区）西花畑小学校校区（南区）

東花畑小学校校区から通学する生徒は、柏原中学校校区を通って通学する。

## 所在地
- 福岡県福岡市南区桧原2丁目21番1号

## 著名な出身者
- 佐々木健介（元プロレスラー）
- 貴闘力忠茂（元大相撲力士）
- アステカ（プロレスラー）
- 川端康生（フリーライター）
- 房前善行（柔道選手）
- 東野葵（元プロ野球選手）
- 水町孝太郎 (ハンドボール選手、2020年東京オリンピック出場選手）